# Bride of Re-Animator
Bride of Re-Animator (Título en español: La novia de Re-Animator) es una película de terror y ciencia ficción estadounidense dirigida y producida por Brian Yuzna en 1990. Se trata de una secuela de la película Re-Animator (1985), inspirada en el relato Herbert West: reanimador del escritor estadounidense Howard Phillips Lovecraft. La serie de películas ha tenido una tercera entrega con Beyond Re-Animator (2003).

## Sinopsis
El Dr. Herbert West, con su colega Dan Cain, después de los desastres de sus experimentos previos en Arkham, se van a trabajar a un hospital en Perú, durante la guerra civil en 1991. Utilizando cadáveres para sus experimentos; descubren una sustancia capaz de dar la vida, incluso a las partes muertas individuales de un cadáver. De vuelta en Massachusetts, los dos intentan devolver a la vida a la novia muerta de Caín.

## Reparto
- Jeffrey Combs - Dr. Herbert West
- Bruce Abbott - Dr. Dan Cain
- Claude Earl Jones - Teniente Leslie Chapman
- Fabiana Udenio - Francesca Danelli
- David Gale - Dr. Carl Hill
- Kathleen Kinmont - Gloria / La novia
- Mel Stewart - Dr. Wilbur Graves
- Irene Forrest - enfermera shelley
- Michael Strasser - Ernest
- Friday - Angel

El reanimado
- Marge Turner - Elizabeth Chapham
- Johnny Legend - cadáver flaco
- David Bynum - cadáver negro
- Noble Craig, Kim Parker, Charles Schneider, Rebeca Recio y Jay Evans - Criaturas de la cripta

## Reparto de doblaje[2]
| Información técnica  | Información técnica    |
| -------------------- | ---------------------- |
| Dirección de doblaje | Alberto Trifol         |
| Estudio de doblaje   | Q.T. Lever (Barcelona) |

| Personaje               | Actor original    | Actor de doblaje     |
| ----------------------- | ----------------- | -------------------- |
| Dr. Herbert West        | Jeffrey Combs     | José Javier Serrano  |
| Dr. Dan Cain            | Bruce Abbott      | Abel Folk            |
| Teniente Leslie Chapman | Claude Earl Jones | Alberto Trifol       |
| Francesca Danelli       | Fabiana Udenio    | Rosa María Hernández |
| Dr. Carl Hill           | David Gale        | Miguel Ángel Jenner  |
| Dr. Wilbur Graves       | Mel Stewart       | Josep Maria Zamora   |
| Ernest                  | Michael Strasser  | Luis Posada          |

## Recepción
La película fue nominada a dos premios de la Academia de ciencia ficción, fantasía y películas de terror en 1991. Fue nominada al Premio Saturn a la mejor melícula de Terror y Jeffrey Combs fue nominado al Premio Saturn al Mejor Actor de Reparto.